# Pink Moon
Pink Moon é o terceiro e último álbum do músico britânico de folk music Nick Drake. O álbum foi gravado à meia-noite em duas sessões de duas horas em outubro de 1971, apenas com Nick e seu produtor presentes. Ao contrário dos álbuns anteriores, Nick não foi acompanhado por uma banda. O álbum contém apenas voz, violão e piano (na faixa título) tocados por Nick, e tem apenas 28 minutos.
Inicialmente, Pink Moon não recebeu muita atenção da crítica, mas depois da morte de Nick Drake foi largamente aclamado, por crítica e público. Alguns consideram que este é o menos acessível de seus álbuns, mas ainda assim, alguns o consideram como seu melhor trabalho. Em 2003, a revista Rolling Stone classificou Pink Moon na 320ª posição em sua lista dos 500 maiores álbuns de todos os tempos.
Após terminar as gravações, Nick Drake foi ao prédio da gravadora Island e deixou as fitas em cima da mesa da recepção, e foi embora sem falar com ninguém. As fitas ficaram lá durante todo o final de semana e só foram notadas no meio da semana seguinte.
A faixa-título Pink Moon foi utilizada pela Volkswagen em um anúncio veiculado nos Estados Unidos em 2000. Uma edição remasterizada foi lançada em 2000, com capa diferente da original.

## Faixas
| Lado A         |                         |         |  |
| N.º            | Título                  | Duração |  |
| 1.             | "Pink Moon"             | 2:06    |  |
| 2.             | "Place to Be"           | 2:43    |  |
| 3.             | "Road"                  | 2:02    |  |
| 4.             | "Which Will"            | 2:58    |  |
| 5.             | "Horn"                  | 1:23    |  |
| 6.             | "Things Behind the Sun" | 3:57    |  |
| Duração total: | Duração total:          | 15:09   |  |

| Lado B         |                    |         |  |
| N.º            | Título             | Duração |  |
| 1.             | "Know"             | 2:26    |  |
| 2.             | "Parasite"         | 3:36    |  |
| 3.             | "Free Ride"        | 3:06    |  |
| 4.             | "Harvest Breed"    | 1:37    |  |
| 5.             | "From the Morning" | 2:30    |  |
| Duração total: | Duração total:     | 13:15   |  |

## Formação
- Nick Drake – vocal, violão em todas as faixas; piano em Pink Moon